# Маловодное (Московский район)
Маловодное (кирг. Маловодный) — село в Московском районе Чуйской области Кыргызстана. Входит в состав Чапаевского аильного округа. Код СОАТЕ — 41708 217 849 03 0.

## География
Село расположено на левом берегу реки Сокулук, на расстоянии приблизительно 16 километров (по прямой) к северо-северо-востоку (NNE) от села Беловодское, административного центра района. Абсолютная высота — 620 метров над уровнем моря.

## Население
| год     | 2009 | 2014 | 2015 |
| ------- | ---- | ---- | ---- |
| человек | 423  | 550  | 550  |